# Матю Пърл
Матю Пърл (на английски: Matthew Pearl) е американски писател, автор на бестселъри в жанра исторически трилър.

## Биография и творчество
Матю Пърл е роден на 2 октомври 1975 г. в Ню Йорк, САЩ. Израства във Форт Лодърдейл, Флорида. Учи в училище „К-12“ и в подготвителния колеж на Нов Югоизточен университет във Форт Лодърдейл. Завършва през 1997 г. Харвардския университет с пълно отличие и бакалавърска степен по английски език и американска литература. През 2000 г. завършва право в Юридическия факултет на Йейлския университет.
През 1998 г. печели престижната награда „Данте“ от „Обществото Данте на Америка“ за научна работа. В университета пише черновата на романа си.
Първият му трилър „Клубът Данте“ е публикуван през 2003 г. Сюжетът на книгата описва издирването на сериен убиец от група поети, издирване пряко свързано с препратки и анализ на книгата на Данте Алигиери „Божествена комедия“. Книгата става международен бестселър и го прави известен.
През 2010 – 2011 г. заедно с още 25 прочути автори на криминални романи се събират, за да напишат заедно експресивния трилър „Няма покой за мъртвите“ („No Rest For the Dead“). Освен него участници са Джефри Дивър, Питър Джеймс, Сандра Браун, Тес Геритсън, Лайза Скоталайн, Реймънд Хури, Джон Лескроарт, и др., а световноизвестният Дейвид Балдачи изготвя предговора. Писателите влагат своята изобретателност, за да опишат превратната съдба на детектива Джон Нън, който се е справял перфектно в разследванията си. Но една-единствена грешка не му дава покой и последствията от нея го преследват с години.
Произведенията на писателя често са в списъците на бестселърите. Те са преведени на над 30 езика по света.
Матю Пърл е преподавал литература и творческо писане в Харвардския университет и в колежа „Емерсон“.
Сътрудник е на периодични издания, включително „Ню Йорк Таймс“, „Уолстрийт джърнъл“, „Ел Паис“ (Испания), „Съндей Телеграф“ (Лондон, Англия), „Кларин“ (Аржентина), и др. по правни въпроси.
Матю Пърл живее със семейството си в Кеймбридж, Масачузетс.

## Произведения

### Самостоятелни романи
- The Dante Club (2003)
Клубът Данте, изд. ИК „Ера“, София (2003), прев. Юлия Чернева
- The Poe Shadow (2006)
- The Last Dickens (2009)
- No Rest for the Dead (2011) – с Джеф Абот, Лори Армстронг, Дейвид Балдачи, Сандра Браун, Томас Х. Кук, Джефри Дивър, Диана Габалдон, Андрю Ф. Гули, Ламия Гули, Питър Джеймс, Дж. А. Джайс, Фей Келерман, Реймънд Хури, Джон Лескроарт, Джеф Линдзи, Гейл Линдс, Алегзандър Маккол Смит, Филип Марголин, Майкъл Палмър, T. Джеферсън Паркър, Кати Райкс, Тес Геритсън, Маркъс Сейки, Джонатан Сантлофър, Лайза Скоталайн, Р. Л. Стайн и Марша Тали
Няма покой за мъртвите, изд.: ИК „Обсидиан“, София (2011), прев. Боян Дамянов
- The Technologists (2012)
- The Last Bookaneer (2015)
- The Dante Chamber (2016)

### Новели
- The Professor's Assassin (2011)

### Документалистика
- Company Eight (2014)